# نيكولاس (كارولاينا الجنوبية)
نيكولاس (بالإنجليزية: Nichols, South Carolina)‏ هي بلدة أمريكية تقع في الولايات المتحدة في Marion County. يقدر عدد سكانها بـ 408 نسمة ومساحتها 3.6 كم2 وترتفع عن سطح البحر 17 متر.

## التركيبة السكانية
حدّد مكتب تعداد الولايات المتحدة بيانات التركيبة السكانية لنيكولاس في تعداد الولايات المتحدة. في ما يلي، التركيبة السكانية حسب تعدادي 2000 و2010.

### تعداد عام 2000
بلغ عدد سكان نيكولاس 408 نسمة بحسب تعداد عام 2000، وبلغ عدد الأسر 176 أسرة وعدد العائلات 120 عائلة مقيمة في البلدة. في حين سجلت الكثافة السكانية 117.9 نسمة لكل كيلومتر مربع (305.4/ميل2). وبلغ عدد الوحدات السكنية 199 وحدة بمتوسط كثافة قدره 57.5 لكل كيلومتر مربع (148.9/ميل2).
وتوزع التركيب العرقي للبلدة بنسبة 51.96% من البيض و47.06% من الأمريكيين الأفارقة و0.25% من الأمريكيين الأصليين و0.74% من عرقين مختلطين أو أكثر.
بلغ عدد الأسر 176 أسرة كانت نسبة 26.7% منها لديها أطفال تحت سن الثامنة عشر تعيش معهم، وبلغت نسبة الأزواج القاطنين مع بعضهم البعض 44.3% من أصل المجموع الكلي للأسر، ونسبة 19.3% من الأسر كان لديها معيلات من الإناث دون وجود شريك،  بينما كانت نسبة 4.5% من الأسر لديها معيلون من الذكور دون وجود شريكة وكانت نسبة 31.8% من غير العائلات. تألفت نسبة 29.5% من أصل جميع الأسر من عدة أفراد يعيشون في نفس المنزل ونسبة 13.6% كانت تتألف من شخص يعيش بمفرده يبلغ من العمر 65 عاماً أو أكثر. وبلغ متوسط حجم الأسرة المعيشية 2.32، أما متوسط حجم العائلات فبلغ 2.85.
بلغ العمر الوسطي للسكان 43.1 عاماً. وكانت نسبة 18.6% من القاطنين تحت سن الثامنة عشر، وكانت نسبة 12.5% بين الثامنة عشر والرابعة والعشرين عاماً، ونسبة 22.3% كانت واقعةً في الفئة العمرية ما بين الخامسة والعشرين والرابعة والأربعين عاماً، ونسبة 27.5% كانت ما بين الخامسة والأربعين والرابعة والستين، ونسبة 19.1% كانت ضمن فئة الخامسة والستين عاماً فما فوق. يوجد لكل 100 أنثى 83.0 ذكر، ويوجد لكل 100 أنثى في الثامنة عشر من عمرها فما فوق 76.6 ذكر.
بلغ متوسط دخل الأسرة في البلدة 41,597 دولارًا، أما متوسط دخل العائلة فبلغ 43,393 دولارًا. وكان متوسط دخل الذكور 30,000 دولارًا مقابل 19,306 دولارًا للإناث. وسجل دخل الفرد الخاص بالبلدة 18,092 دولارًا. وكانت نسبة 6.6% من العائلات ونسبة 11.4% من السكان تحت خط الفقر، وكان من هؤلاء نسبة 8.9% تحت سن الثامنة عشر ونسبة 4.1% في الخامسة والستين من العمر وما فوق.

### تعداد عام 2010
بلغ عدد سكان نيكولاس 368 نسمة بحسب تعداد عام 2010، وبلغ عدد الأسر 180 أسرة وعدد العائلات 104 عائلة مقيمة في البلدة. في حين سجلت الكثافة السكانية 106.4 نسمة لكل كيلومتر مربع (275.6/ميل2). وبلغ عدد الوحدات السكنية 215 وحدة بمتوسط كثافة قدره 62.1 لكل كيلومتر مربع (160.8/ميل2).
وتوزع التركيب العرقي للبلدة بنسبة 58.97% من البيض و40.49% من الأمريكيين الأفارقة و0.27% من الأمريكيين ذوي الأصول الآسيوية و0.27% من الأعراق الأخرى و0.27% من الهسبانيون أو اللاتينيون من أي عرق.
بلغ عدد الأسر 180 أسرة كانت نسبة 20% منها لديها أطفال تحت سن الثامنة عشر تعيش معهم، وبلغت نسبة الأزواج القاطنين مع بعضهم البعض 37.2% من أصل المجموع الكلي للأسر، ونسبة 17.2% من الأسر كان لديها معيلات من الإناث دون وجود شريك،  بينما كانت نسبة 3.3% من الأسر لديها معيلون من الذكور دون وجود شريكة وكانت نسبة 42.2% من غير العائلات. تألفت نسبة 38.3% من أصل جميع الأسر من عدة أفراد يعيشون في نفس المنزل ونسبة 16.7% كانت تتألف من شخص يعيش بمفرده يبلغ من العمر 65 عاماً أو أكثر. وبلغ متوسط حجم الأسرة المعيشية 2.04، أما متوسط حجم العائلات فبلغ 2.71.
بلغ العمر الوسطي للسكان 51.6 عاماً. وكانت نسبة 16.6% من القاطنين تحت سن الثامنة عشر، وكانت نسبة 4.9% بين الثامنة عشر والرابعة والعشرين عاماً، ونسبة 19.6% كانت واقعةً في الفئة العمرية ما بين الخامسة والعشرين والرابعة والأربعين عاماً، ونسبة 36.7% كانت ما بين الخامسة والأربعين والرابعة والستين، ونسبة 22.3% كانت ضمن فئة الخامسة والستين عاماً فما فوق. وتوزع التركيب الجنسي للسكان بنسبة 42.1% ذكور و57.9% إناث.

## أعلام
- داريوس ليونارد